# Závoj (ptáci)

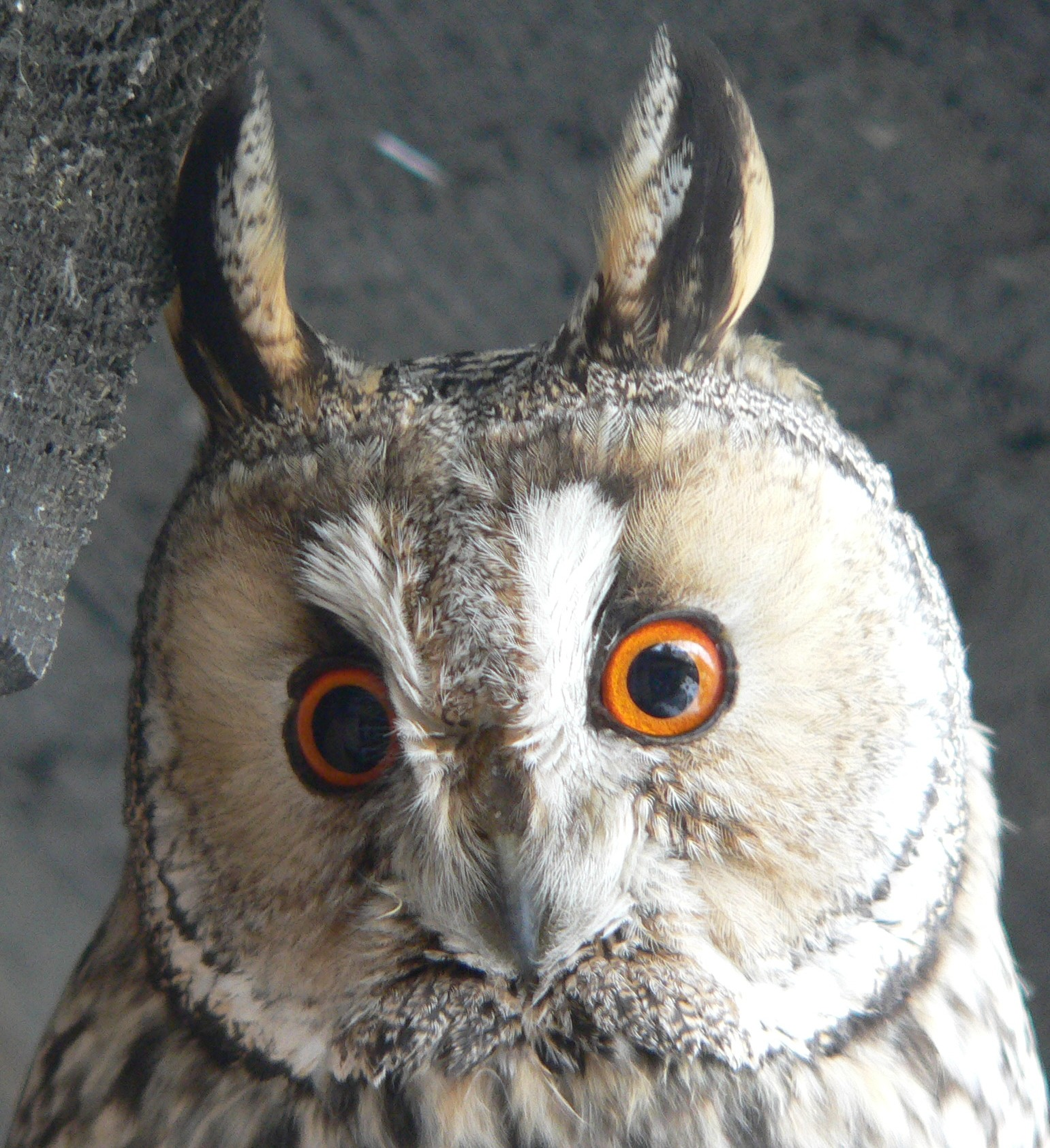
Hlava kalouse ušatého se závojem z bledě bílého peří s tmavými okraji

Závoj je vějířovitě uspořádané peří na obličeji některých ptáků, především sov. Závoj sovám pomáhá v nasměrování zvuku k uším, k čemuž pomáhají zvláštní svaly v oblasti obličeje. Pohyby závojového peří byly přirovnávány k zaostřování světlometu ve tmě. Není známo, do jaké míry mají sovy kontrolu na nasměrováním závoje. Obecně platí, že striktně noční druhy sov mají větší závoj než sovy lovící částečně za soumraku nebo ve dne. Zástupci tzv. rybích sov (mj. Ketupa sp.) nemají závoj oproti ostatním druhům sov dobře vyvinut. Tyto sovy, které loví především ryby, používají k lovu především svůj zrak, což naznačuje, že závoj nemá vliv na zlepšení zrakových schopností sov. Studie z roku 2022 našla spojitost mezi velikostí závoje sov a délkou hřebínkování letek, které bývá u sov spojováno s tichým letem. Autoři výzkumu z této spojitosti vyvozují, že čím má sova lepší sluch, tím má tišší let.
Stavba vnitřního ucha teropodního dinosaura Shuvuuia z čeledi Alvarezsauridae se nápadně podobá stavbě vnitřního ucha sovy pálené. Následkem toho se občas objevují spekulace, že příbuzný dinosaurus Mononykus z téže čeledi měl péřový závoj.